# Harmeet Singh
Harmeet Singh est un footballeur norvégien d'origine indienne, né le 12 novembre 1990 à Oslo. Il évolue au poste de milieu relayeur à Sandefjord Fotball.

## Biographie
Son geste technique favori est le lob à ras de terre du centre en talonnade, geste qu'il a réalisé avec brio lors d'un match de coupe de norvège occidentale face au club rival du FK Viking 02.

## Palmarès
Vierge

## Au Feyenoord
Il y est transféré le 3 juillet 2012.